# Koning van Sparta
Het koningschap was de staatsvorm van het oude Sparta. Terwijl in vrijwel alle andere Griekse stadstaten de monarchie verdwenen was, werd Sparta tot in de hellenistische tijd geregeerd door koningen.

## Twee koningen
Aan het hoofd van de Spartaanse staat stonden twee koningen, een uit het geslacht van de Agiaden en een uit dat van de Eurypontiden. Beide koningshuizen lagen geregeld met elkaar overhoop. De Spartanen kenden de oorsprong van de twee koninklijke geslachten niet meer en verzonnen de legende van de koningin Argeia die de tweeling Agias en Eurypon ter wereld gebracht had. Het orakel van Delphi had gezegd dat ze de troon moesten delen.

## Bevoegdheden
De koningen waren de hoogste vertegenwoordigers van de Spartaanse staat. Zij hadden de belangrijkste bevoegdheden van de Spartaanse maatschappij:
1. De koningen waren opperbevelhebber van het Spartaanse leger. Ze eisten een tiende tot een derde van de oorlogsbuit. Enkele koningen hadden veel grond en hoopten grote hoeveelheden goud en zilver op. Ze werden de rijkste mannen van Griekenland.
2. Zij werden vereerd als halfgoden. Ze droegen een goddelijk aureool, stonden in contact met de goden en gingen voor in de erediensten.
3. Ze zetelden in de gerousia. Ze wierpen het meest gewicht in de schaal en hadden veel invloed op een aantal leden. Als het over de verdediging van de adellijke belangen ging, sloten de geronten zich bij hen aan.
4. In de rechtspraak hadden de koningen nog een paar kleinere bevoegdheden. Behalve in oorlogssituaties konden ze geen doodstraffen uitspreken.

## Controle
De Spartaanse koningen waren niet almachtig. Zij moesten zich onderwerpen aan de Lycurgische wetgeving van de Spartaanse staat en stonden onder permanent toezicht van de eforen. Een aantal koningen werd meestal om politieke redenen, gecamoufleerd met religie, uit het ambt ontzet.

## Kenmerken
Het koningschap was erfelijk en voor het hele leven. Het was de koningen verboden om met een vreemdelinge te trouwen. De troonopvolger moest uit een Spartaanse moeder geboren worden.

## Lijst van koningen van Sparta
Tot de Spartaanse koningen uit het huis der Agiaden behoorden onder anderen:
- Eurycratides (615 - 590 v.Chr.)
- Leoon (590 - 560 v.Chr)
- Anaxandridas II ((560 - 525 v.Chr.)
- Cleomenes I (519 - 490 v.Chr.)
- Leonidas I (489 - 480 v Chr.)
- Pleistarchus (480 - 458 v.Chr.)
  - Pausanias I (480 - 470 v.Chr.) (regent)
- Pleistoanax (458 - 445 v.Chr.)
- Pausanias II (445 - 426 v.Chr.)
- Pleistoanax (426 - 409 v.Chr.) (tweede maal)
- Pausanias II (409 - 394 v.Chr.) (tweede maal)
- Agesipolis I (394 - 380 v.Chr.)
- Cleombrotus I (380 - 371 v.Chr.)
- Agesipolis II (371 - 369 v.Chr.)
- Cleomenes II (369 - 309 v.Chr.)
- Areus I (309 - 265 v.Chr.)
- Acrotatus (265 - 262 v.Chr.)
- Areus II (262 - 254 v.Chr.)
- Leonidas II (254 - 242 v.Chr.)
- Cleombrotus II (242 - 241 v.Chr.)
- Leonidas II (241 - 235 v.Chr.) (tweede maal)
- Cleomenes III (235 - 222 v Chr.)
- Agesipolis III (219 - 215 v.Chr.)

Tot de Spartaanse koningen uit het huis der Eurypontiden behoorden onder anderen:
- Leotychidas I (625 - 600)
- Archidamus I (ca. 600)
- Aristoon  (ca. 560 - ca. 510)
- Demaratus (ca. 510 - 491)
- Leotychidas II (491 - 476)
- Archidamus II (476 - 427)
- Agis II (427 - 401)
- Agesilaüs II (401 - 360)
- Archidamus III (360 - 338)
- Agis III (338 - 330)
- Eudamidas I (330 - ca. 310?)
- Archidamus IV (begin 3e eeuw)
- Eudamidas II (midden 3e eeuw)
- Agis IV (244-241)
- Lykurgos (220-210)

N.B. Deze lijsten zijn niet exhaustief